# Přemysl
Přemyslⓘ, Premysl o Przemysl (en checo Přemysl Oráč, Přemysl el Arador) es el ancestro mítico de la dinastía přemyslida, e inicia la línea de duques y reyes que gobernaron los Países Checos desde 873 o antes hasta el asesinato de Wenceslao III en 1306.

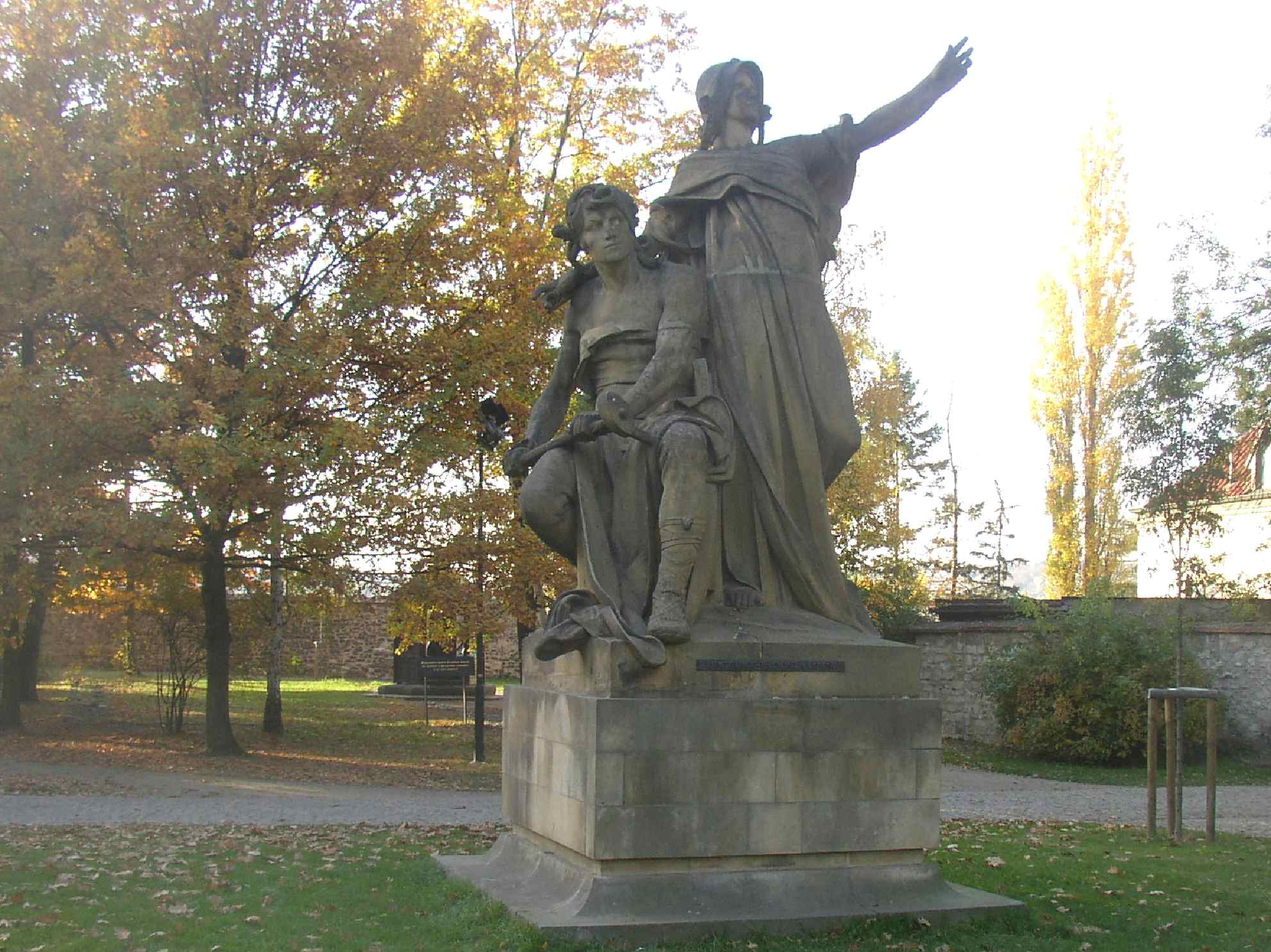
Escultura de Přemysl y Libuše, en Vyšehrad.

Según la leyenda, Přemysl era un campesino de la aldea de Stadice, que atrajo la atención de Libuše, hija de Krok, que gobernaba sobre gran parte de Bohemia. Přemysl se casó con Libuše, la fundadora de Praga según la tradición, y se convirtió en príncipe de los checos bohemios. Přemysl y Libuše tuvieron tres hijos: Nezamysl (heredero), Radobyl y Liudomir.
La dinastía Přemyslid se extinguió por línea paterna al morir Wenceslao III, pero el título pasó a través de las mujeres a la Casa de Luxemburgo y después a la Casa de Jagellón, Habsburgo y Habsburgo-Lorena.